# Elektrofilna aromatična supstitucija
Elektrofilna aromatična supstitucija (EAS) je organska reakcija u kojoj se jedan atom, obično vodonik, vezan za aromatični sistem zamenjuje elektrofilom. Najvažnije reakcije ovog tipa su aromatična nitracija, aromatična halogenacija, aromatična sulfonacija, i Friedel–Kraftsove reakcije acilacije i alkilacije.

## Osnovne reakcije
Aromatične nitracije kojima se formiraju nitro jedinjenja se odvijaju putem formiranja nitronijum jona iz azotne i sumporne kiseline.
Aromatična sulfonacija benzena sa dimećom sumpornom kiselinom daje benzensumpornu kiselinu.
Aromatična halogenacija benzena sa bromom, hlorom ili jodom daje aril halogenska jedinjenja. Reakcije su katalizovane odgovarajućim gvožđe trihalidom.
Friedel-Kraftsova reakcija postoji kao acilacija i alkilacija sa acil halidima ili alkil halidima kao reaktantima.
Katalizator je najčešće aluminijum trihlorid, mada se skoro svaka jaka Luisova kiselina može koristiti. U Friedel-Kraftsovoj acilaciji, puna mera aluminijum trihlorida se mora koristiti, umesto katalitičke količine.

## Spoljašnje veze
- Reakcije aromatične supstitucije